# IC 4603
IC 4603 bezeichnet einen Reflexionsnebel mit einem eingebetteten Stern im Sternbild Ophiuchus. Das Objekt wurde im Jahre 1882 von Edward Barnard entdeckt.